# Феньян
Феньян (кит. спр. 汾阳市, піньїнь: Fényáng Shì) — місто-повіт в китайській провінції Шаньсі, складова міста Люйлян.

## Географія
Феньян розташовується у центрі провінції на висоті понад 750 метрів над рівнем моря, лежить в горах Люйлян на річці Фень.

### Клімат
Місто знаходиться у зоні, котра характеризується кліматом помірних степів та напівпустель. Найтепліший місяць — липень із середньою температурою 24,4 °C. Найхолодніший місяць — січень, із середньою температурою -5,5 °С.
| Клімат Феньяна          | Клімат Феньяна | Клімат Феньяна | Клімат Феньяна | Клімат Феньяна | Клімат Феньяна | Клімат Феньяна | Клімат Феньяна | Клімат Феньяна | Клімат Феньяна | Клімат Феньяна | Клімат Феньяна | Клімат Феньяна | Клімат Феньяна |
| Показник                | Січ.           | Лют.           | Бер.           | Квіт.          | Трав.          | Черв.          | Лип.           | Серп.          | Вер.           | Жовт.          | Лист.          | Груд.          | Рік            |
| Середній максимум, °C   | 2,4            | 6,4            | 12,8           | 20,7           | 26,2           | 29,7           | 30,6           | 28,6           | 24,3           | 18,4           | 10,3           | 3,8            | 17,9           |
| Середня температура, °C | −5,5           | −1,5           | 4,9            | 12,9           | 18,7           | 22,6           | 24,4           | 22,2           | 16,9           | 10,4           | 2,7            | −3,4           | 10,4           |
| Середній мінімум, °C    | −11,8          | −7,9           | −1,9           | 4,8            | 10,6           | 15             | 18,3           | 16,7           | 10,7           | 3,9            | −3,2           | −9,1           | 3,8            |
| Норма опадів, мм        | 3.3            | 4.6            | 11.2           | 21.5           | 32.4           | 54.5           | 85.4           | 99.2           | 68.5           | 31.2           | 11.1           | 2.9            | 425.8          |
| Вологість повітря, %    | 50             | 48             | 47             | 45             | 50             | 58             | 70             | 76             | 76             | 68             | 59             | 53             | 58.3           |
| ----------------------- | -------------- | -------------- | -------------- | -------------- | -------------- | -------------- | -------------- | -------------- | -------------- | -------------- | -------------- | -------------- | -------------- |
| Джерело: data.cma.cn    |                |                |                |                |                |                |                |                |                |                |                |                |                |